# فورموزا (البرازيل)
فورموزا هي بلدية في البرازيل، تتبع غوياس، بلغ عدد سكانها 100,085  نسمة في 2010، تبلغ مساحتها 5,806.891 كيلومتر مربع.

## الموقع
تشترك في الحدود مع:
- Paranoá, Federal District [الإنجليزية]‏.